# Таммемяе (озеро)
Та́ммемяе (ест. Tammemäe järv, Lõuna karjäär, Tammemäe karjäär, Saku karjäär) — штучне озеро в Естонії, у волості Саку повіту Гар'юмаа.

## Розташування
Таммемяе належить до Гар'юського суббасейну Західноестонського басейну.
Озеро лежить поблизу села Таммемяе.

## Опис
Озеро утворене на місці піщаного кар'єра.
Загальна площа озера становить 43,9 га, площа водної поверхні — 40,2 га, площа 2 островів на озері — 3,7 га. Довжина берегової лінії — 4 148 м.